# NGC 7327
NGC 7327 é uma galáxia  na direção da constelação de Pegasus. O objeto foi descoberto pelo astrônomo Wilhelm Tempel em 1882, usando um telescópio refrator com abertura de 11 polegadas.